# Мигени
Мигени (настоящее имя и фамилия — Милош Герг Николла) (алб. Millosh Gjergj Nikolla или серб. Miloš Đoka Nikolić; 13 ноября 1911, Шкодер, Османская империя — 26 августа 1938, Турин, Италия) — албанский поэт и писатель.

## Биография
Родился в албанизированной сербской семье. Учился в сербскоязычной начальной школе в Шкодере, позже — гимназии в г. Битола (ныне Македония). После её окончания с 1927 по 1932 год обучался в православной семинарии. Изучил старославянский, русский, французский, греческий и латинский языки, стал читать литературные произведения на них в оригинале.
После возвращения в Албанию отказался от намерения стать священником и стал сельским учителем. Заболел туберкулезом, безуспешно пытался лечиться в санаториях Греции и северной Италии. Умер в итальянском госпитале в возрасте 26 лет.
Его останки были возвращены в Албанию в 1956 году.

## Творчество
Мигени — автор оригинальных и новаторских стихов и рассказов, которые отражают жизнь и страдания интеллигента в самом отсталом регионе Европы. Он один из зачинателей современной литературы в Албании. Коммунистические власти Албании считали Мигени, перешедшего от революционного романтизма к критическому реализму, предвестником социалистического реализма в поэзии.
Написал около двадцати четырех коротких прозаических эссе, которые опубликовал в периодической печати по большей части между весной 1933 и весной 1938 года. Под аббревиатурой Мигени (Millosh Gjergj Nikolla) стал популярным и известным поэтом Албании.
При жизни поэта (в 1936) был опубликован только один сборник из тридцати пяти его стихов под названием «Vargjet e lira». Из-за революционной тематики его произведений весь тираж книги стихов в условиях диктатуры Ахмета Зогу был реквизирован цензорами.
Писал на сербском, русском и албанском языках. Литературное наследие Мигени было опубликовано посмертно только в 1954 году в сборнике «Vepra» (Произведения)

## Память

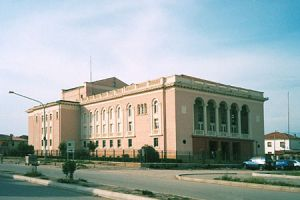
Театр имени Мигени в Шкодере

- Имя поэта присвоено городскому театру в Шкодере.